# Čadská vlajka

Čadská vlajka
Poměr stran: 2:3

Vlajka Čadu je tvořena listem o poměru stran 2:3 se třemi svislými pruhy modrým, žlutým a červeným. Barvy vlajky jsou kombinací francouzského vzoru a panafrických barev.
Vlajka byla nejdříve přijata zákonem č. 59/13 o francouzské autonomní republice Čad (1959) a používána i později po získání nezávislosti v roce 1960. Potvrzena pak byla ústavou z roku 1962. Navzdory mnoha politickým otřesům od vyhlášení nezávislosti vlajka nebyla změněna. Hlavním důvodem je, že barvy a uspořádání vlajky nejsou spojeny s žádnou z hlavních politických stran.

## Podobné vlajky
Téměř stejnou vlajku užívá Rumunsko, avšak rumunská vlajka užívá světlejší odstín modré. Také andorrská národní vlajka se liší pouze odstínem barev. Státní má (stejně jako moldavská vlajka) uprostřed vlajky znak.

Čadská vlajka Poměr stran: 2:3
Rumunská vlajka Poměr stran: 2:3
Andorrská národní vlajka Poměr stran: 7:10
Moldavská vlajka Poměr stran: 1:2